# Cardiophorus elegans
Espèce
Cardiophorus elegans est une espèce de coléoptères de la famille des Elateridae et de la sous-famille des Cardiophorinae. Elle est trouvée au Chili.